# 高橋一輝
高橋 一輝（たかはし かずき、1996年10月6日 - ）は、千葉県野田市出身のプロサッカー選手。Kリーグ2・富川FC1995所属。ポジションはミッドフィールダー。
Kリーグ時代の登録名はカズ（ハングル: 카즈）。

## 来歴
5歳からボールを蹴り始め、小学1年生から小学6年生まで柏イーグルスTOR'82でプレーした。そして様々な大会で好成績を残し小学6年生時には8人制の全国大会チビリンピックで全国優勝を成し遂げた。個人としては県選抜、関東選抜などに選出された。
中学1年生から中学3年生までは柏レイソルの下部組織でプレーした。中学1年生の時に世代別の日本代表に選ばれ、中学3年生の時には高円宮杯全日本ユース(U-15)サッカー選手権大会があり同チームのメンバーとして全国準優勝を果たした。
高校1年生から高校3年生の夏前まで流通経済大学付属柏高等学校でプレーしたが、同夏に同校を中退して通信制の高校に転校。スペインに渡りCDレガネスのトライアルに参加し、同クラブへ入団する事が決まった。
その翌年スペイン4部リーグに所属するレアル・アランフェスへ移籍し、1年間同クラブでプレーした。
その後、2017年の1月にモンテネグロへ舞台を移し、同国の2部リーグに所属するFKイガロ1929とプロ契約を結び、そしてこの地でプロキャリアをスタートさせた。
2018年、フィンランド・ウッコネン（2部）のFFヤロに加入。
その後はルーマニア、スウェーデン、ブルガリアのクラブを渡り歩き、2023年1月9日、韓国・Kリーグ2の富川FC 1995に加入。すぐに中盤のレギュラーに定着し、8月31日には富川との契約を2026年まで延長した。

## 人物
- ヤロ在籍時に一番仲の良かったチームメイトとしてロンドン五輪で金メダルを獲得した時のメキシコ五輪代表メンバーであるダルビン・チャベス（英語版）の名を挙げている[10]。
- 日本語、スペイン語、ポルトガル語、英語、韓国語の5ヶ国語を話せる。ポルトガル語と韓国語は富川加入後に学んだ[22]。
- スペインから日本に帰国後、再びヨーロッパに渡るまでの間にZARAで働いていた[22]。

## 所属クラブ
ユース経歴
- 柏イーグルスTOR'82（2001-2009）
- 柏レイソルU-15（2009-2012）
- 流通経済大学付属柏高等学校（2012-2014）
- CDレガネスU-18（2014-2015）

アマチュア経歴
- レアル・アランフェス（英語版）（2015-2016）

プロ経歴
- FKイガロ1929(2016-2017）
- FFヤロ（2018）
- FCUクラヨーヴァ（2019）
- CSパンドゥリイ（2019-2020）
- AFCエシルストゥーナ（2020-2021）
- OFKピリン・ブラゴエヴグラト（2022）
- 富川FC 1995（2023-）